# کامی گراناتو
کامی گراناتو (انگلیسی: Cammi Granato؛ زادهٔ ۲۵ مارس ۱۹۷۱) بازیکن هاکی روی یخ اهل ایالات متحده آمریکا است.
وی همچنین برندهٔ جوایزی همچون تالار افتخارات هاکی شده‌است.